# Igreja de São Cristóvão de Nogueira

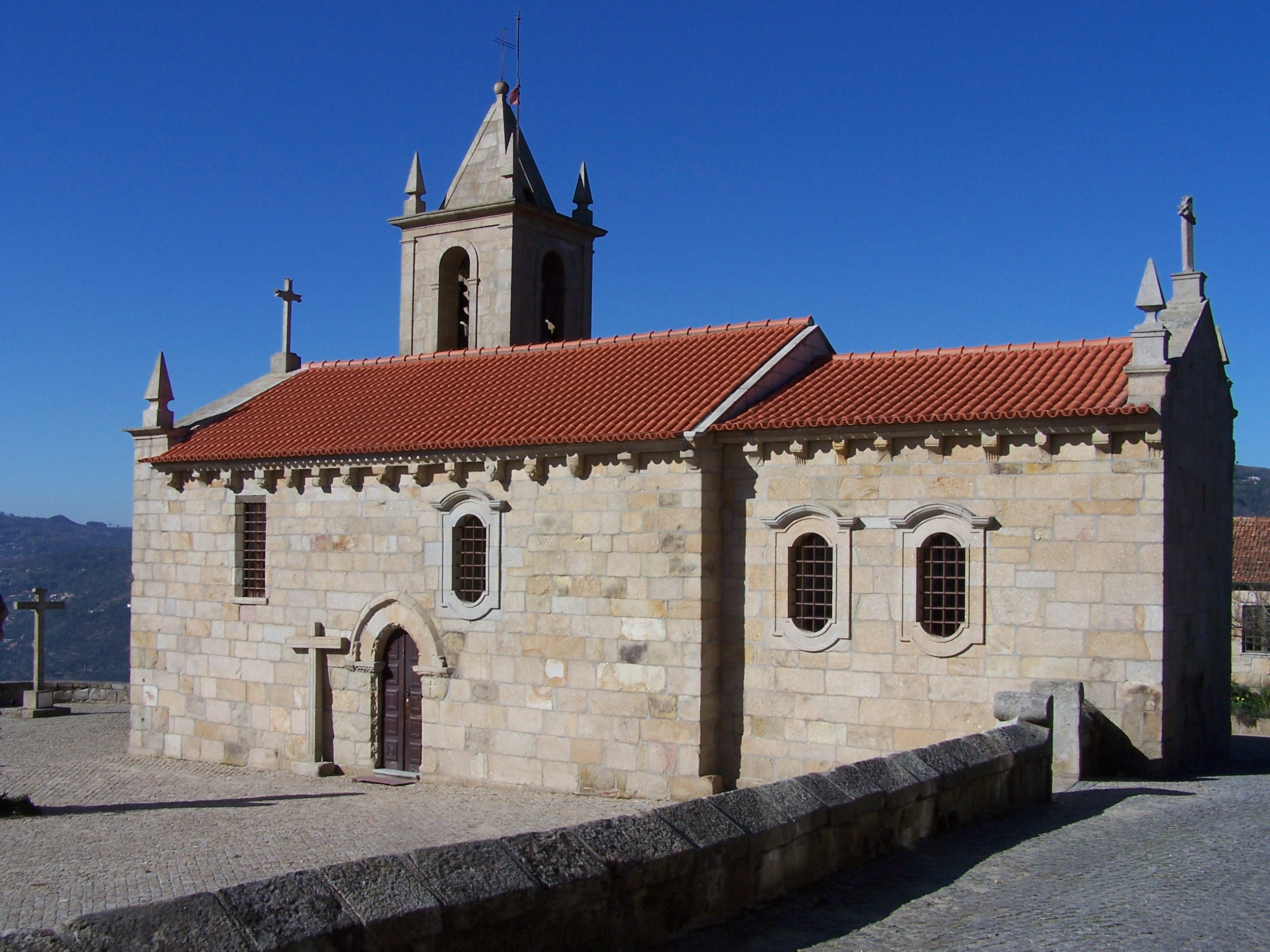
Fachada lateral

A Igreja de São Cristóvão de Nogueira é uma igreja românica situada em São Cristóvão de Nogueira, no município de Cinfães em Portugal. O edifício foi provavelmente construído entre os séculos XIII e XIV. Em 1556 foi anexada à Ordem de Cristo. O interior é claramente barroco. Durante o século XVI foi realizada a talha dos altares laterais. Na segunda metade do século XVIII foi acrescentada a capela-mor e acrescentados os apainelados do teto.